# Sistema elettorale delle tre classi
Il sistema elettorale delle tre classi fu usato dal 1850 nella Camera dei rappresentanti del Regno di Prussia. Secondo la Costituzione prussiana dell'epoca, gli elettori erano divisi in tre classi censitarie.
La classe più bassa, la terza, rappresentava la massa popolare (80 percento della popolazione) ed eleggeva un terzo dei deputati. La seconda classe eleggeva anch'essa un terzo dei deputati, ma rappresentava solo il 12 percento degli elettori. Infine la prima classe, rappresentava circa il 5 percento degli elettori, i più ricchi. Questo sistema garantiva la presenza di molti aristocratici conservatori nella Camera, che garantivano il benessere dei grandi proprietari terrieri loro elettori.
| Controllo di autorità | GND (DE) 4150654-6 |